# Jake Kilrain

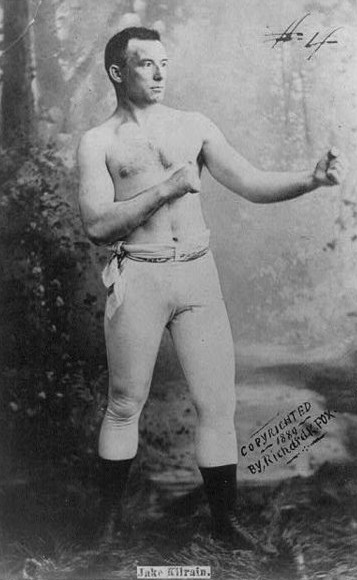
Jake Kilrain.

Jake Kilrain (nacido como John Joseph Killion el 9 de febrero de 1859 en Greenpoint, Nueva York; muerto el 22 de diciembre de 1937 en Quincy, Massachusetts) fue un popular boxeador del siglo XIX.

## Biografía
Kilrain trabajó desde que era un adolescente y tuvo que aprender a defenderse de sus compañeros (la mayoría mayores que él). A la edad de 20 años estaba considerado por sus compañeros como el púgil más duro de todos ellos. Además, participó en peleas amateur y consiguió alzarse con el Campeonato Nacional Amateur Junior de los Estados Unidos en 1883. No obstante, tras descubrirse que era un boxeador profesional cuando participó en el torneo, fue despojado del título.
Kilrain se convirtió en boxeador profesional en 1883 y rápidamente se ganó la reputación de ser un púgil muy duro.
Debutó en el pugilismo el 1 de enero de 1879 y realizó su último combate en octubre de 1899, cosechando un record de 31 victorias y 5 derrotas.
Tal vez, el hecho por el cual Kilrain es más conocido es por desafiar al campeón mundial de los pesados John L. Sullivan en 1889, en el que sería el último combate por el título mundial disputado sin guantes (bajo las reglas del London Prize Ring). Tras una reñida contienda, Kilrain perdió a comienzos del asalto número 76, cuando Mike Donovan, su segundo, tiró la toalla (lo cual, en boxeo, indica abandono). Kilrain nunca quiso abandonar, pero Donovan justificó su acción alegando que si el combate hubiera continuado, Kilrain hubiese muerto en el ring. En cualquier caso, la pelea Sullivan-Kilrain puede ser considerada como una de las más grandes de todos los tiempos.
En sus últimos años, Kilrain y Sullivan llegaron a ser grandes amigos. De hecho, cuando John L. Sullivan murió en 1918, Jake Kilrain ejerció de ujier en su funeral.